# Kalaj(IV) sulfid
Kalaj(IV) sulfid je hemijsko jedinjenje sa formulom . Ovo jedinjenje kristalizira u kadmijum jodidnom motivu, sa Sn(IV) lociranim u oktahedarskim otvorima definisanim sa šest sulfidnih centara.  se javlja prirodno kao retki mineral berndtit.
Ovo jedinjenje precipitira kao smeđi talog nakon dodatka  u rastvor kalaj(IV) jedinjenja. Ta reakcija je reverzibilna na niskim pH vrednostima. Kristalni  ima bronzanu boju i koristi se za dekorativne svrhe gde je poznato kao mozaično zlato.
Ovaj materijal takođe reaguje sa sulfidnim solima i daje seriju tiostanata sa formulom . Pojednostavljena jednačina za ovu depolimerizacionu reakciju je: 
.

## Literatura
- Wells, A.F. (1984). Structural Inorganic Chemistry. Oxford: Clarendon Press. ISBN 0-19-855370-6.
- Vaughan, D. J.; Craig, J. R. (1978). Mineral Chemistry of Metal Sulfides. Cambridge: Cambridge University Press. ISBN 0-521-21489-0.